# Мокшиці-Влосцянські
Мокшиці-Влосцянські (пол. Mokrzyce Włościańskie) — село в Польщі, у гміні Насельськ Новодворського повіту Мазовецького воєводства.
Населення — 46 осіб (2011).
У 1975-1998 роках село належало до Цехановського воєводства.

## Демографія
Демографічна структура станом на 31 березня 2011 року:
|          | Загалом | Допрацездатний вік | Працездатний вік | Постпрацездатний вік |
| -------- | ------- | ------------------ | ---------------- | -------------------- |
| Чоловіки | 20      | 3                  | 13               | 4                    |
| Жінки    | 26      | 5                  | 15               | 6                    |
| Разом    | 46      | 8                  | 28               | 10                   |